# 博卡尔丹
博卡尔丹（Bhokardan），是印度马哈拉施特拉邦Jalna县的一个城镇。总人口16950（2001年）。

## 人口
该地2001年总人口16950人，其中男性8903人，女性8047人；0—6岁人口2931人，其中男1570人，女1361人；识字率62.44%，其中男性为69.95%，女性为54.12%。